# 和水町立緑小学校

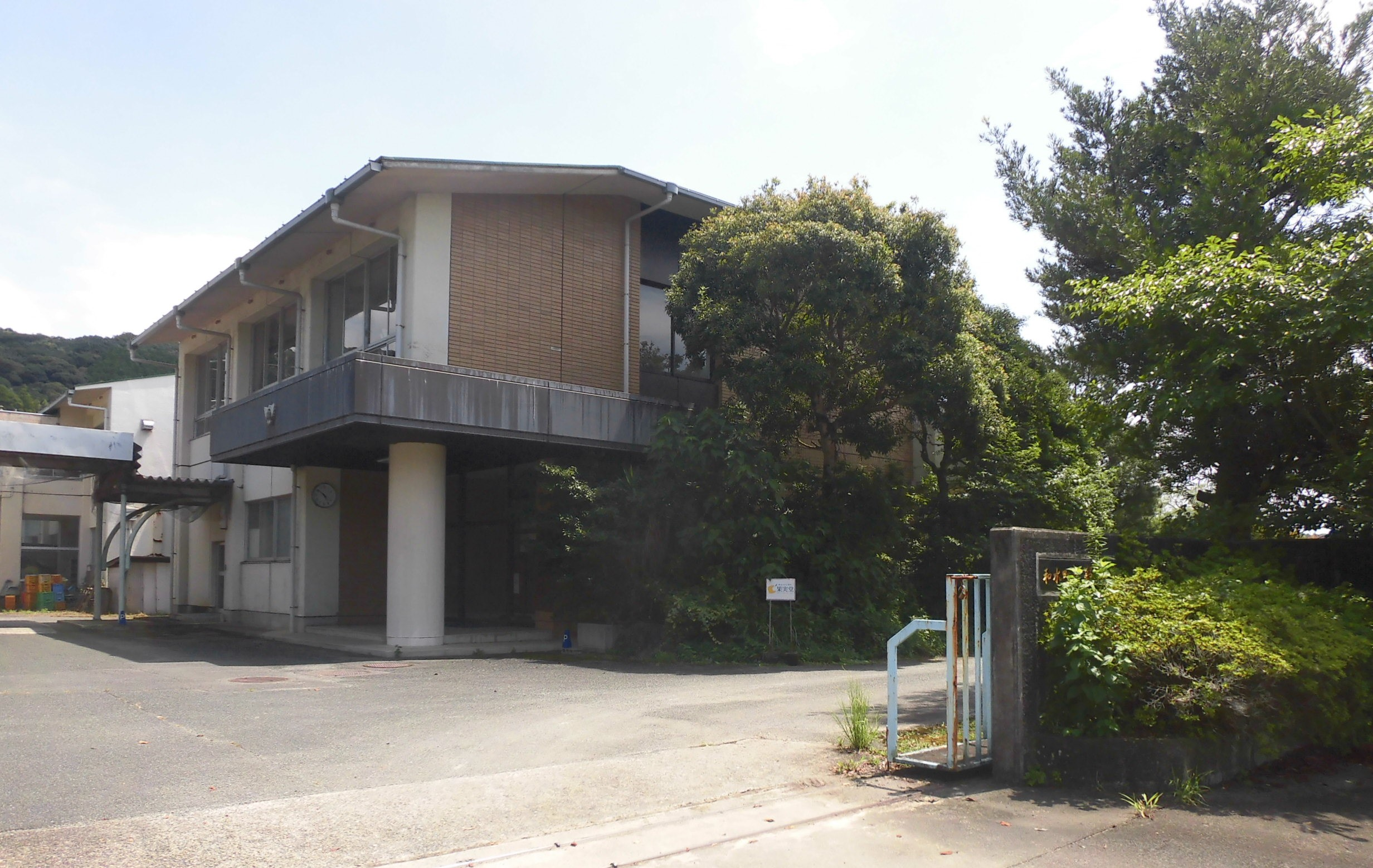
旧・体育館

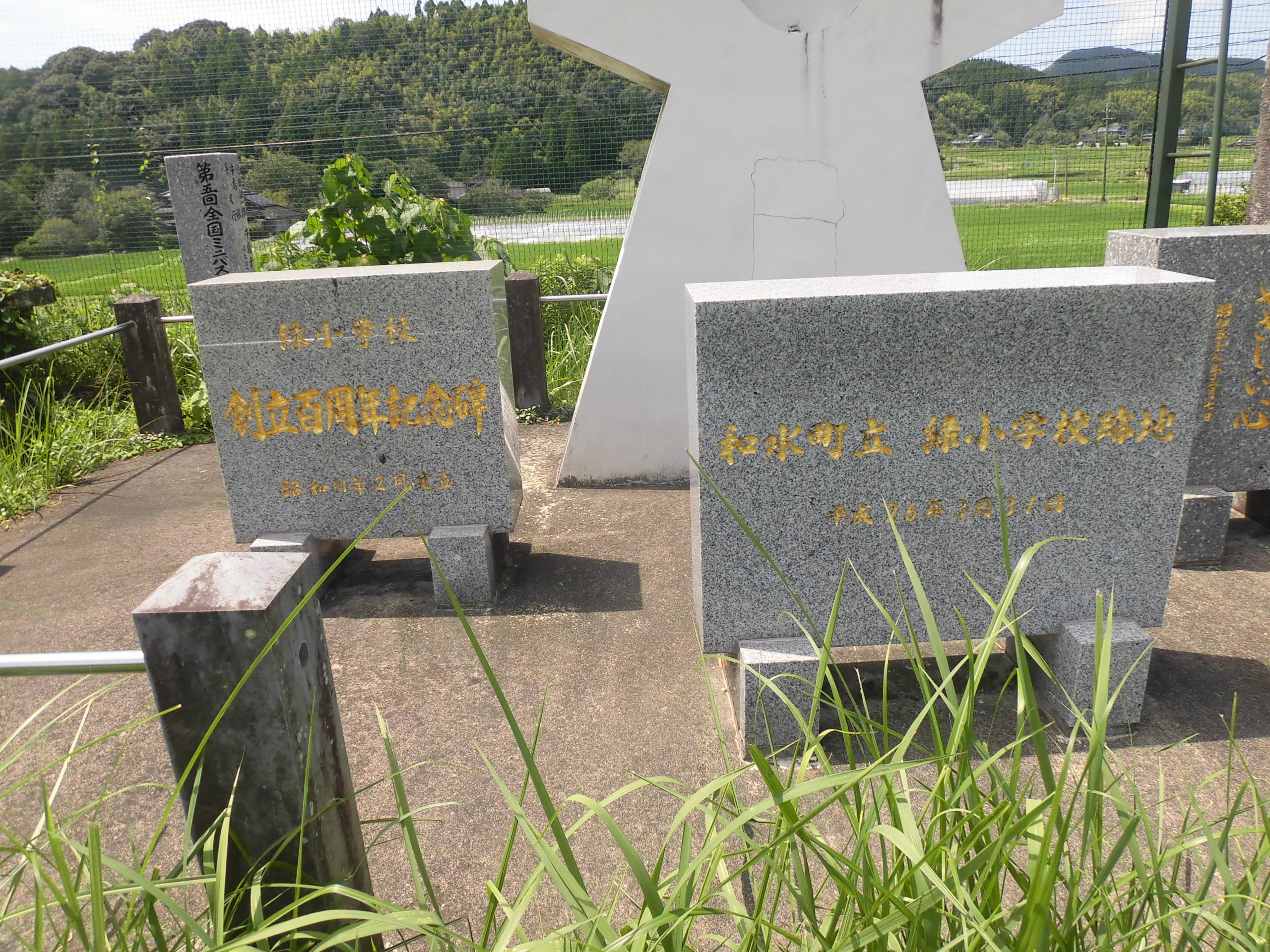
閉校記念碑

和水町立緑小学校（なごみちょうりつみどりしょうがっこう）は、かつて熊本県玉名郡和水町坂楠にあった公立の小学校。
2014年（平成26年）3月末をもって閉校し、和水町立三加和小学校に統合された。

## 概要
歴史
1875年（明治8年）創立。1904年（明治37年）の統合により「緑尋常小学校」となった（校名に「緑」が登場）。数回の改編・改称を経て、現校名となったのは2006年（平成18年）。創立139年（統合110年）を迎えた2014年（平成26年）3月末をもって閉校となった。
校訓
「勇気と知恵とやさしい心」
分校
十町分校（じゅうまち）
最終所在地（十町分校） - 熊本県玉名郡和水町上十町105番地（北緯33度05分33.9秒 東経130度37分54.4秒 / 北緯33.092750度 東経130.631778度）

## 沿革
前史
- 1875年（明治8年） - 「公立坂楠小学校」が創立。
- 1877年（明治10年） -「公立十町小学校」が創立。
- 1899年（明治22年）4月1日 - 町村制施行により、玉名郡5村（上板楠、板楠、中十町、上十町、山十町）が合併の上、「緑村」が発足。
- 1890年（明治23年）- 「尋常坂楠小学校」・「尋常十町小学校」に改称。
- 1892年（明治25年）- 「坂楠尋常小学校」・「十町尋常小学校」に改称。

統合
- 1904年（明治37年） - 上記2校を統合の上、「緑尋常小学校」となる。
- 1906年（明治39年） - 高等科を併置の上、「緑尋常高等小学校」に改称。
- 1909年（明治42年） - 緑尋常高等小学校が「緑尋常高等小学校」と「緑北尋常高等小学校」の2校分立。
- 1927年（昭和2年） - 合併の上、「緑尋常高等小学校」になる。十町分教場を設立。
- 1941年（昭和16年）4月1日 - 国民学校令施行により、「緑村緑国民学校」と改称。尋常科を初等科に改める。
- 1947年（昭和22年）4月1日 - 学制改革により、新制小学校「緑村立緑小学校」と改称。
- 1955年（昭和30年）4月1日 - 3村（緑・神尾・春富）合併により、「三加和村立緑小学校」と改称。
- 1968年（昭和43年）11月1日 - 町制施行により、「三加和町立緑小学校」と改称。
- 2006年（平成18年）3月1日 - 「和水町立緑小学校」（最終名）に改称。
- 2014年（平成26年）
  - 3月31日 - 3校1分校（緑小・十町分校・神尾小・春富小）の統合により閉校[1]。
  - 4月1日 - 和水町立三加和小学校が新設される。
    - 最終所在地（緑小学校）- 熊本県玉名郡和水町坂楠2982番地（北緯33度04分15.7秒 東経130度37分24.4秒 / 北緯33.071028度 東経130.623444度）

## 交通アクセス
最寄りのバス停留所
- 九州産交バス 「三加和総合支所前」停留所

最寄りの幹線道路
- 熊本県道6号玉名立花線
- 熊本県道195号和仁山鹿線

## 周辺
- 板楠ひまわり発電所
- あおば保育園
- 和水町役場 三加和支所・三加和公民館
- 玉名警察署板楠警察官駐在所
- 有明広域行政事務組合消防本部 玉名消防署 和水三加和分署
- JAたまな三加和総合支所
- JAたまな供給センター
- 和水町商工会 三加和支所
- 緑郵便局
- 正念寺
- 板楠神社
- 十町川